# Adalbert von Fohnsdorf
Adalbert von Fohnsdorf (auch Albert von Fohnsdorf; † 1322) war 1293 bis 1322 Bischof von Chiemsee.

## Leben
Adalbert entstammte der Salzburger Ministerialenfamilie der Herren von Fohnsdorf und Rabenstein in der Steiermark. Er studierte in Padua und wurde nach dem Tod des Chiemseeer Bischofs Friedrich von Fronau von seinem Onkel, dem Salzburger Erzbischof Konrad IV. von Fohnsdorf, am 8. Oktober 1293 zu dessen Nachfolger ernannt. Adalbert bemühte sich um eine Beilegung des Konflikts zwischen dem Erzbischof und Herzog Albrecht von Österreich und erhielt 1297 von Papst Bonifaz VIII. den Auftrag, Herzog Albrecht unter der Androhung eines Bannes innerhalb von drei Monaten nach Rom zu zitieren.
Da er zudem Weihbischof in Salzburg war, ist er mehrmals in weihbischöflicher Funktion außerhalb seines Sprengels belegt. 1307 visierte er im Auftrag des Erzbischofs den Pfarrer von Taxenberg, 1310 nahm er am Salzburger Provinzialkonzil teil und 1311–1312 am Konzil von Vienne.
Als Bischof von Chiemsee setzte er sich für den Bau einer bischöflichen Residenz in Salzburg ein. Dadurch sollten die Bischöfe, auch wegen der Erfüllung von weihbischöflichen Aufgaben außerhalb ihres Sprengels, einen ständigen Sitz in Salzburg haben. Hierfür erwarb er 1313 zusätzlich zu dem in der päpstlichen Errichtungsbulle für das Bistum Chiemsee genannten Grundstück neben der Laurentiuskirche einen Garten vom St.-Peter-Stift. Mit der Errichtung der Residenz, die bis heute als „Chiemseehof“ bezeichnet wird, begann er 1315.
Es ist weder bekannt, wo Adalbert von Fohnsdorf starb, noch wo er bestattet wurde.